# Le Marquis de Bolibar
 (janvier 2013).
Si vous disposez d'ouvrages ou d'articles de référence ou si vous connaissez des sites web de qualité traitant du thème abordé ici, merci de compléter l'article en donnant les références utiles à sa vérifiabilité et en les liant à la section « Notes et références ».
Le Marquis de Bolibar (titre original : Der Marques de Bolibar) est un roman de Leo Perutz paru en 1920.
Traduit en français en 1930, il s'agit d'une des œuvres majeures de la littérature fantastique du XXe siècle. Il a obtenu le Prix Nocturne en 1962.

## Présentation

### L'arrière-plan historique-fantastique
- Leo Perutz est un maître d'un genre littéraire difficile à définir, et dont il est peut-être l'inventeur : le roman « historique-fantastique ». Dans Le Marquis de Bolibar, Perutz s'appuie sur une situation historique authentique (ou presque). Cette situation est sous-entendue dans le roman mais elle n'est pas clairement détaillée, or elle concerne aussi bien l'histoire de la France, l'histoire de l'Allemagne que l'histoire de l'Espagne : la guerre d'indépendance espagnole (1808-1814).
- Cette situation historique (complexe et mystérieuse) participe du mystère poétique où se déroule le roman. Qui se souvient que des provinces de la Prusse (Nassau et Hesse), alors alliées de la France, envoyèrent des régiments en Espagne pour aider l'armée napoléonienne dans une guerre contre une partie extrêmement activiste du peuple espagnol ?
- Il faudrait aussi se souvenir que, sous couvert d'aide au royaume d'Espagne – alors son allié (ils avaient été vaincus ensemble à Trafalgar) – Napoléon menait double jeu. D'une part, il avait fait abolir l'Inquisition et le système féodal espagnol (il avait ainsi fait voter une nouvelle constitution basée sur les Droits de l'Homme). Mais, d'autre part, Napoléon a voulu profiter de la décrépitude de la monarchie espagnole (le fils et le père se battaient pour le trône), et il a imposé comme roi d'Espagne son frère ainé Joseph soutenu par une armée qui devient une armée d'occupation.
- L'armée napoléonienne gagne facilement contre les armées régulières. Mais, malgré une répression sanglante (on connait les exécutions de 1808 représentées par le célèbre tableau Tres de Mayo peint par Francisco Goya), la guerilla du peuple espagnol, menée par l'Église et l'aristocratie rurale, contre l'armée française et ses alliés, conduisit ceux-ci à la défaite. Cette défaite déclencha la série des guerres européennes qui allaient mener à la chute de Napoléon.

### Le programme romanesque
- Le roman débute par la découverte d'un manuscrit dans les papiers d'un vieux gentilhomme de Nassau, Edouard de Jochberg, qui vient de décéder. Jochberg est un ancien officier des troupes qui participèrent à la guerre d'Espagne. Ces papiers apporteraient une information inédite sur un épisode méconnu de l'histoire allemande en racontant comment ont été totalement détruits les deux régiments de « Nassau » et « Prince héritier de Hesse ». Mais, malgré la précision du récit, peut-on croire « un homme qui a la conviction d'avoir rencontré le Juif errant ? »
- Le récit débute par des scènes de la vie militaire pendant la guerre d'Espagne, scènes pas tout à fait ordinaires cependant : le régiment a réussi à vaincre les rebelles, et le soir les officiers Jochberg (le narrateur, alors très jeune), Eglofstein (l'agnostique), Gunther (le guerrier), Brockendorf (l'ivrogne) et Donop (l'intellectuel) jouent aux cartes avec leur colonel qui ne cesse de leur parler de sa défunte belle épouse. Il était difficile aux officiers de ne pas se trahir, « car dans tout le régiment de Nassau, il n'y avait pas un officier qui n'ait été, plus ou moins longtemps, l'amant de Françoise-Marie. »
- Le ton est donné, ironique. Quant à l'histoire, elle va se dérouler inexorablement. Il est peu question de l'arrière-plan politique des guerres napoléoniennes  : les allusions montrent que le romancier est bien informé, cependant elles sont toujours elliptiques. Il est surtout question de la vie quotidienne d'officiers qui partagent leur vie entre les contraintes de la vie militaire en ambiance de guérilla en plein hiver, et leurs plaisirs.
- Un jour le narrateur croise la route d'un vieillard étrange et tourmenté, que tout le monde salue étrangement du nom de Marquis de Bolibar et qui ne répond à personne. Mais on lui parle bientôt d'un aristocrate très riche, affable et très généreux, le Marquis de Bolibar. Enfin, avant de mourir, un officier allemand blessé raconte qu'il assisté par hasard à une rencontre violente et passionnée entre le Marquis de Bolibar exalté, un sinistre chef de la guérilla (la « fosse à tanner ») et un officier anglais, tous ennemis jurés des Français et de leurs alliés allemands. Le Marquis, riche de nombreux talents, a imposé son plan et annoncé qu'il donnera trois signaux pour les trois étapes de la révolte finale.
- Les officiers allemands ne songent qu'à boire, à courir les filles, à jouer et à parler de leurs secrètes amours avec la belle défunte Françoise-Marie. L'étrange capitaine français Salignac rejoint leur régiment. Il est accompagné d'un muletier espagnol qui surprend les conversations secrètes des officiers. Les officiers font fusiller le muletier. Ils ne savaient pas qu'ils assassinaient ainsi le redoutable Marquis de Bolibar, déguisé. Jochberg le reconnaît après sa mort, mais nul ne veut le croire.

### Le déroulement ironique du Destin
- Leo Perutz n'hésite pas à tout annoncer dans les cinquante premières pages de son roman, car le romancier a mis en route une machine infernale, pleine de mystères et de rebondissements, qui va conduire ces régiments allemands, et avec eux toute l'armée française, à leur perte. Rien ne se passe comme le voudraient les officiers allemands : à la poursuite d'une fille à séduire, la belle Monjita, fille d'un hidalgo désargenté qui peint de scènes religieuses, ils tombent sur leur colonel déjà dans la place et qui a décidé d'épouser la belle jeune fille qui ressemble à Françoise-Marie. Ils recommencent leurs folles rivalités amoureuses : « C'est alors que la folie s'empara de nos âmes ».
- Tout le monde trompe tout le monde et le plan du Marquis mort se déroule inexorablement, et ironiquement, étape par étape, tandis que circule entre les scènes l'étrange officier Salignac, qui cache son front et ne s'arrête jamais. Salignac fait une chasse forcenée aux espions et au Marquis. Certains croient le connaitre depuis toujours et il leur fait peur, car partout où il combat, des malheurs arrivent auxquels il survit toujours : « Aucune balle ne peut l'atteindre. Les quatre éléments ont conclu un pacte. Le feu ne le brûle pas, l'eau ne le noie pas, l'air ne l'étouffe pas et la terre ne pèse pas sur lui. »
- La progression du récit obéit au destin que le Marquis de Bolibar a exigé de ses assassins au moment de son exécution. Les différents signaux destinés aux insurgés sont donnés par les futures victimes elles-mêmes – les officiers – qui obéissent à la voix de leurs passions, mais aussi à la voix intériorisée du Marquis. Les officiers sont victimes de leurs jalousies et des conséquences de leurs actes. Plusieurs séquences – souvent associées au plan du Marquis – sont apocalyptiques :   
  - le soir où les officiers observent la Monjita – qu'ils attendent eux-mêmes – se rendre chez le Colonel, alors qu'ils sont à proximité des orgues de Saint-Daniel ;
  - la traversée des lignes ennemies par Salignac, celui qui ne peut pas mourir ;
  - la scène où Gunther fiévreux et délirant décrit sa vie amoureuse auprès du Colonel qui attend une vérité (laquelle ?) sur sa propre vie, en présence des jeunes officiers, tous anciens amants de sa première femme, et tous amoureux de sa nouvelle femme – et qui sont épouvantés à l'idée que le Colonel découvre la vérité ;
  - les officiers ont décidé d'éloigner la Monjita définitivement du Colonel, et à la toute fin du récit le narrateur croit la remettre  aux troupes ennemies, alors qu'elle a en sa possession le poignard du Marquis...
- Le jeune narrateur découvre peu à peu quel destin personnel inimaginable l'attend après la mort de ses amis et la destruction totale de son régiment par les insurgés.

## Analyse
- L'art romanesque de Perutz est original et difficile à décrire. Comme pour nombre de ses autres romans, Perutz utilise un arrière-plan historique précis et documenté, mais il raconte une histoire qui doit peu au roman historique traditionnel. On sent que l'histoire a un fond philosophique, et que pour cela Perutz utilise des thèmes qui appartiennent à la tradition du roman fantastique, revue à sa manière. La narrateur peut ainsi dire, sans réaliser qu'il s'agit du Marquis de Bolibar qui est plus dangereux mort que vivant : « Quel démon nous a ensorcelé ? ».
- Dans son roman, Perutz annonce quasiment tout le fond du récit dès le début, et pourtant le livre se lit avec passion. Sans doute parce que le romancier sait inventer de nouveaux épisodes qui relancent l'action tout en réalisant mystérieusement le destin tracé. Ce destin est ironique, et l'ironie est sans doute le moteur intime du livre.
- Le livre est une sorte de machine très construite, et des commentateurs ont pensé que la formation de Perutz (mathématiques, probabilités) avait été mise au service de son art de romancier.
- La croisement du fantastique et du philosophique est manifeste dans le rôle attribué au Juif errant. Pour les protagonistes du récit, il porte malheur, et les catastrophes se multiplient quand il est présent. Pour le lecteur, il est le témoin affligé des catastrophes que l'homme engendre (la guerre, par exemple).
- Les héros de Perutz ont des passions qui doivent tout au désir mimétique et rien à l'amour, malgré leurs discours.  Et leurs erreurs permanentes, qu'on peut aussi attribuer au plan exécuté par le fantôme du Marquis de Bolibar, donnent du rythme au récit. Le roman de Perutz  entrecroise toujours plusieurs significations qui sont cachées derrière les épisodes guerriers et amoureux. Perutz a un talent tout particulier pour donner l'impression qu'un événement survient par hasard, puis laisse ensuite le lecteur découvrir qu'il est dans la logique du récit et qu'il est la conséquence d'une lointaine action des personnages.

## Postérité
- Le livre a tout de suite été reconnu dans les pays de langue allemande.
- Il a été adapté au cinéma en 1928 par Walter Summers sous le titre Bolibar
- Les romans de Leo Perutz ont souvent été traduits tardivement en France, surtout à la fin de la décennie 1980. Cependant Le Marquis de Bolibar a été traduit dès 1930 (par Odon Niox-Chateau chez Albin Michel). Il a été régulièrement réédité (Albin Michel, Marabout, Livre de Poche).
- En 1962, le critique Roland Stragliati[1] créait le Prix Nocturne au jury duquel participaient Roger Caillois et Jean Paulhan. C'est au Marquis de Bolibar que ce prix fut attribué la première fois.

## Jugements
- Jean Paulhan : « Le Marquis de Bolibar, trop peu connu, fait plus d'une fois songer aux premiers romans de Balzac. » N.R.F. (juillet 1962).
- Roland Stragliati : « Perutz tenait Der Marques von Bolibar (Le Marquis de Bolibar) pour son chef d’œuvre, encore qu'il estimait qu'il y avait peut-être plus de maturité dans Der schwedische Reiter. Quoi qu'il en soit, c'est un maître livre ; et le fantastique, présent à chaque page, parvient souvent à s'y dépasser pour atteindre à un pathétique bouleversant, à une véritable grandeur. » (Revue Fiction, mai 1962).

## Éditions françaises
- Le Marquis de Bolibar (Der Marques de Bolibar), traduit par Odon Niox Chateau, Paris, Albin Michel, 1930 [1970 et 2000] ; réédition, Verviers, Marabout, coll. « Bibliothèque Marabout » no 709, 1980 ; réédition, Paris, LGF, coll. « Le Livre de Poche. Biblio » no 3236, 1995  (ISBN 2-253-93236-1)